# Томаш Франта
Томаш Франта (чеш. Tomáš Franta; 18. април 1998) чешки је пливач чија ужа специјалност су трке леђним стилом. 

## Спортска каријера
Франта је дебитовао на међунароидној сцени као јуниор, на светском јуниорском првенству у Сингапуру 2015. године. Годину дана касније по први пут је наступио и на неком великом такмичењу у конкуренцији сениора, на Европском првенству у Лондону, а потом у децембру и на светском првенству у малим базенима у канадском Виндзору. 
На светским првенствима у великим базенима је дебитовао у корејском Квангџуу 2019, где се такмичио у све три појединачне трке леђним стилом. Све три трке је завршио у квалификацијама, а најбољи резултат му је било 20. место на 200 леђно, на 100 леђно је био 20, а на 50 леђно 34. учесник у квалификацијама.    